# Coupe Mitropa 1988-1989
Navigation
Édition précédente Édition suivante
La Coupe Mitropa 1988-1989 est la quarante-huitième édition de la Coupe Mitropa. Elle est disputée par quatre clubs provenant de quatre pays européens.
La compétition est remportée par le Baník Ostrava, qui bat en finale le Bologne FC sur le score de quatre buts à deux.

## Compétition

### Demi-finales
| Équipe 1      | Résultat | Équipe 2              | Aller | Retour |
| ------------- | -------- | --------------------- | ----- | ------ |
| Bologne FC    | 8-5      | Ferencváros           | 5-2   | 3-3    |
| Baník Ostrava | -        | FK Vojvodina Novi Sad | -     | -      |

Le FK Vojvodina Novi Sad déclare forfait.

### Finale
| Équipe 1      | Résultat | Équipe 2   | Aller | Retour |
| ------------- | -------- | ---------- | ----- | ------ |
| Baník Ostrava | 4-2      | Bologne FC | 2-1   | 2-1    |